# Attaque du 31 octobre 2020 à Québec
L'attaque à l'arme blanche du 31 octobre 2020 survient le soir d'Halloween dans le Vieux-Québec. L'assaillant, habillé en tenue médiévale et muni d'un sabre katana, assassine froidement deux passants et en blesse cinq autres.

## Déroulement
Le soir du 31 octobre 2020, Carl Girouard, un résident de Sainte-Thérèse âgé de 24 ans, quitte son domicile pour se rendre à Québec avec l'intention préméditée de tuer des innocents afin, selon lui, de prouver son courage. Déguisé en tenue médiévale noire, il attaque des passants dans le Vieux-Québec, près du Château Frontenac, avec un sabre japonais,,.
La première victime blessée est frappée à la tête et grièvement blessée. L'assaillant poursuit ensuite une autre victime qui prenait des photos et la transperce de son sabre. En continuant son parcours, il agresse plusieurs personnes, dont deux touristes français.
Le périple meurtrier dure environ 2 heures et demie au cours desquelles la police de Québec tente de localiser l'agresseur.

## Victimes
Deux personnes sont tuées : François Duchesne, directeur des communications du Musée national des beaux-arts du Québec, et Suzanne Clermont, une coiffeuse de 61 ans,. Cinq autres personnes sont blessées.

## Procès et condamnation
Arrêté près de l'Espace 400e dans la nuit du 31 octobre au 1er novembre 2020, Carl Girouard est formellement accusé de deux meurtres au premier degré et de cinq tentatives de meurtre,.
Lors de son procès en 2022, la défense plaide la non-responsabilité criminelle pour cause de troubles mentaux, évoquant un délire schizophrène exacerbé par le cannabis et les jeux vidéo. Toutefois, deux experts de la Couronne contredisent ce diagnostic, estimant que l'accusé avait plutôt développé un fantasme narcissique visant à se donner de l'importance,.
Après cinq jours de délibérations, le jury rejette la thèse de la défense et déclare Carl Girouard coupable sur toute la ligne. Il est condamné à la prison à vie sans possibilité de libération conditionnelle avant 25 ans. Son avocat interjette en appel, dénonçant notamment des erreurs dans les instructions au jury.

## Commémoration
Le 31 octobre 2022, la Ville de Québec dévoile une plaque commémorative à la place d'Armes, près du lieu des attaques, en mémoire de François Duchesne et Suzanne Clermont. La cérémonie publique se tient en présence de leurs familles et de représentants municipaux et de citoyens.